# هندسة لاتبادلية
الهندسة اللاتبادلية هي فرع من الرياضيات العامة والرياضيات الفيزيائية، وتضم الهندسة اللاتبديلية كلا من المجموعة الكمومية وجبر هوبف ونظرية الحقل الكمومية اللاتبديلية.

## الهندسة اللاتبديلية والرياضيات
وهناك علاقة وثيقة بين المساحات والرياضيات، وهذه العلاقة تجعل من الهندسة اللاتبديلية طبيعة في قيامها بالوظائف والمهام العامة، ومثل هذه المهام مثلا هو تشكيل عصبة التبادلي.
و في الحالات الأخرى، مثل التطبيقات، بما فيها الرياضيات الفيزيائية والتحليل الوظيفي، اللاتبادلي هناك حلقات طبيعية تنشأ من الوظائف الموجودة في بعض العمليات التبادلية ,مثل "الفضاء غير التبادلي المسافات "، بيد أن التعريف" لا يمكن ان يكون مشابهة جدا في المسافات الطوبولوجية العادية، وكما هو معروف هذه تتوافق مع عصابات التبادلي في حالات كثيرة ومهمة. لهذا السبب، تسمى أيضا بحقل - طوبولوجيا اللاتبادلي.
اللا تبادلي الجبر جيم *(C*-algebra)- غالبا مايسمى الآن، المسافات اللا تبادلية. وهذا قياسا هو ما أتى في تمثيل غيلفاند، مما يدل على أن تبادلي جيم* جبر(C*-algebra) والثنائية الرياضية وفضاء هاوسدورف (فرغات هاوسدورف)، تسمى اللا تبادلي لقياس المسافات.

## أمثلة في المساحات اللاتبادلية
- تكميم ييل، وهو مرحلة من الميكانيكا الكلاسيكية وهو مشوه في مرحلة الفراغ التبادلي غير الناتج عن موقف مشغلي الزخم. في النموذج القياسي لفيزياء الجسيمات هو مثال آخر على الهندسة اللاتبادلية.
- تورس اللاتبادلي هو الدالة على الجبر. مثل رجل الشارع العادي في غلاف، ويمكن أن يكون معطى، تشوه بنية طيفية الثلاثية الابعاد. وقد تمت دراسة هذه الفئة على العديد من الأمثلة بشكل مكثف وما زال يعمل بمثابة اختبار لحالات أكثر تعقيدا.
- جبر الناشئة عن نمو أوراق الشجر.
- الأمثلة المتعلقة للأنظمة الديناميكية الناجمة عن عدد من النواحي النظرية، مثل تحول غاوس على الكسور المستمرة، تؤدي إلى جبر لاتبادلي والتي يبدو أن هندستها اللاتبديلية مثيرة للاهتمام.

## التاريخ
تبين من النظريات التي وضعها كونيس (Connes) وجد أن التعامل مع الهندسة اللاتبديلية على المستوى الفني لها جذور قديمة في المحاولات، وبخاصة في نظرية ارجوديك. وكان اقتراح جورج ماكي لإنشاء نظرية الظاهر الفرعي وقيامه بمجموعة من الإجراءات، أصبحت هي المسافات المتجانسة من نوع الموسع هي التي يعمل بها الآن